# Zgornje Hlapje
Zgornje Hlapje – wieś w Słowenii, w gminie Pesnica. W 2018 roku liczyła 146 mieszkańców.